# 1-й Новогоголівський проїзд (Житомир)
1-й Новогоголівський проїзд — проїзд в Корольовському районі міста Житомир. 

## Розташування
Розташований у завокзальній частині міста. Бере початок від Новогоголівської вулиці. Завершується перехрестям з Залізничною вулицею. 

## Історія
Станом на початок ХХ століття місцевості за місцем розташування майбутнього проїзду притаманна заболоченість.  
Проїзд та його забудова формувалися на вільних від забудови землях між частково сформованими до початку Другої світової війни садибами нинішніх вулиць Нобелівської та Пилипа Орлика. Станом на 1968 рік проїзд та його забудова сформовані. До 1957 року мав назву Далекий проїзд. 